# FFA P-16
L'FFA P-16 era un cacciabombardiere progettato negli anni cinquanta dall'azienda svizzera Flug- und Fahrzeugwerke Altenrhein AG (più comunemente indicata con l'acronimo FFA).
Si trattava del secondo progetto per un aviogetto realizzato da un'azienda svizzera, ma (come nel caso precedente dell'EFW N-20) non superò mai lo stadio di prototipo.

## Sviluppo
Allo scopo di sostituire gli obsoleti D-3802 e C-3604 all'epoca in servizio, nel corso del 1948 le Forze aeree svizzere richiesero un aviogetto con capacità STOL in grado di ricoprire compiti di appoggio tattico.
Furono contattate direttamente due aziende nazionali: la Flug- und Fahrzeugwerke Altenrhein AG e la Eidgenössische Flugzeugwerke Emmen.
Del progetto della FFA (denominato, appunto, P-16) nel 1952 vennero ordinati due prototipi.  Il primo venne portato in volo per la prima volta il 28 aprile del 1955 e mise in luce buone prestazioni complessive, tanto che le autorità ordinarono la costruzione di quattro macchine di pre-serie. Nel corso dei test, tuttavia (nell'autunno di quello stesso anno) esso andò distrutto (senza conseguenze per il pilota) in un incidente di volo avvenuto sopra il lago di Costanza.
Il secondo esemplare fu disponibile nella tarda primavera dell'anno successivo: dopo aver mosso i primi passi il 16 giugno, nel mese di agosto superò per la prima volta il muro del suono, nel corso di un volo in picchiata. Un terzo esemplare venne portato in volo il 4 aprile del 1957, dotato di una nuova e più potente versione del turbogetto.
Le autorità militari svizzere vennero impressionate positivamente dalle prestazioni dell'aereo ed emisero, nel marzo 1958, un ordine per 100 esemplari di serie; la decisione fu tuttavia molto controversa e dibattuta dal punto di vista politico; per altro già all'epoca erano in corso prove comparative con altri velivoli di produzione straniera (Hawker Hunter e North American F-86 Sabre). Già nel gennaio 1958 il Parlamento aveva approvato l'acquisto di aerei Hunter.
In seguito ad un nuovo incidente di volo nel marzo 1958 (causato da un difetto idraulico considerato di secondaria importanza, avvenuto ancora una volta sul lago di Costanza e sempre senza danni al pilota), che portò alla perdita del terzo esemplare, il parlamento svizzero revocò la precedente decisione determinando la cancellazione dell'ordine d'acquisto.
La FFA decise comunque di non abbandonare il progetto del P-16 e, a proprie spese, portò a termine la realizzazione di altri due esemplari nei due anni successivi: pur registrati con matricole civili (rispettivamente X-HB-VAC e X-HB-VAD) erano completamente armati ed il primo dei due aveva livrea mimetica. Il progetto non ricevette tuttavia nessun ordine commerciale e venne definitivamente abbandonato.

## Descrizione tecnica

### Struttura
L'FFA P-16 era un aviogetto monomotore ad ala bassa. La cabina di pilotaggio, monoposto, era disposta nella porzione anteriore della fusoliera e terminava in corrispondenza del bordo d'entrata alare; al di sotto di essa erano disposti i due cannoni automatici e l'elemento anteriore del carrello d'atterraggio.
Come detto il P-16 era stato studiato per operare da piste corte (spesso situate nelle strette valli alpine) e poco preparate: il carrello d'atterraggio era costituito da elementi dotati di doppia ruota al fine di garantire sicurezza anche in condizioni disagiate.
L'ala si caratterizzava per il ridotto rapporto di allungamento, per il bordo d'attacco che formava un leggero angolo di freccia (15°) ed il bordo d'uscita rettilineo e per la presenza, sul bordo d'uscita (unitamente ai consueti ipersostentatori) di drooping ailerons (appendici aerodinamiche che a seconda delle condizioni operative possono fungere sia da flap che da alettoni) che avevano lo scopo di favorire le manovre alle basse velocità e di ridurre la corsa al decollo (soprattutto nelle condizioni di pieno carico). Mediante l'utilizzo di questo sistema il P-16 era in grado di decollare in poco meno di 500 m e di completare l'atterraggio in poco più di 300, mediante l'ausilio di un parafreno.
Il ridotto spessore delle ali comportava lo spostamento dei serbatoi di carburante all'interno della fusoliera; altri due serbatoi (non sganciabili) erano disposti alle estremità alari (in funzione aerodinamica e strutturale, nonché al fine di garantire adeguata autonomia).
Nella parte posteriore della fusoliera, uno per ogni lato, erano installati gli aerofreni; più dietro gli impennaggi, infine, erano di tipo cruciforme con lo stabilizzatore orizzontale che intersecava la deriva circa alla metà della sua altezza.

### Motore
In tutti gli esemplari del P-16 il motore installato fu un turbogetto britannico Armstrong Siddeley Sapphire: i primi due esemplari montavano la versione ASSa.6, in grado di sviluppare una spinta pari a 36,92 kN, mentre a partire dal terzo velivolo il propulsore era nella versione ASSa.7 (dotata di postbruciatore) capace di 48,93 kN di spinta.

### Armamento
Le fonti reperite circa la dotazione degli armamenti del P-16 differiscono considerevolmente tra loro: la versione maggiormente ricorrente riporta la dotazione di due cannoni calibro 30 mm (senza per altro indicarne il tipo) e la possibilità di trasportare fino a 2 000 kg di carichi offensivi. Una rivista dell'epoca individua nel Oerlikon 302 RK il modello dei due cannoni e parla della presenza di un vano bombe nel centro della fusoliera. Una terza fonte, infine, dettaglia la dotazione delle armi con due cannoni Hispano-Suiza HS 825 (o, in alternativa, Oerlikon KCA) nel muso, tra i quali era installato un lanciatore Matra per 44 razzi da 68 mm (con la possibilità di sostituirlo con altri due cannoni); secondo quest'ultima versione il carico offensivo sarebbe stato trasportato in dieci piloni subalari per un peso massimo complessivo di poco inferiore ai 2 500 kg.

## Versioni
- Mk I: due prototipi, dotati di motore Sapphire ASSa.6;
- Mk II: esemplari di pre-serie, dotati di motore Sapphire ASSa.7 (con post-bruciatore). Furono ordinati quattro velivoli ma uno solo fu completato prima della cancellazione dell'ordine.
- Mk III: due esemplari realizzati su decisione autonoma della FFA, nel tentativo di trovare acquirenti all'estero.

Varianti suggerite:
- P-16-Trainer
- AA-7: SNECMA Atar 9C
- AJ-7: General Electric J79
- AR-7: Rolls-Royce RB.168

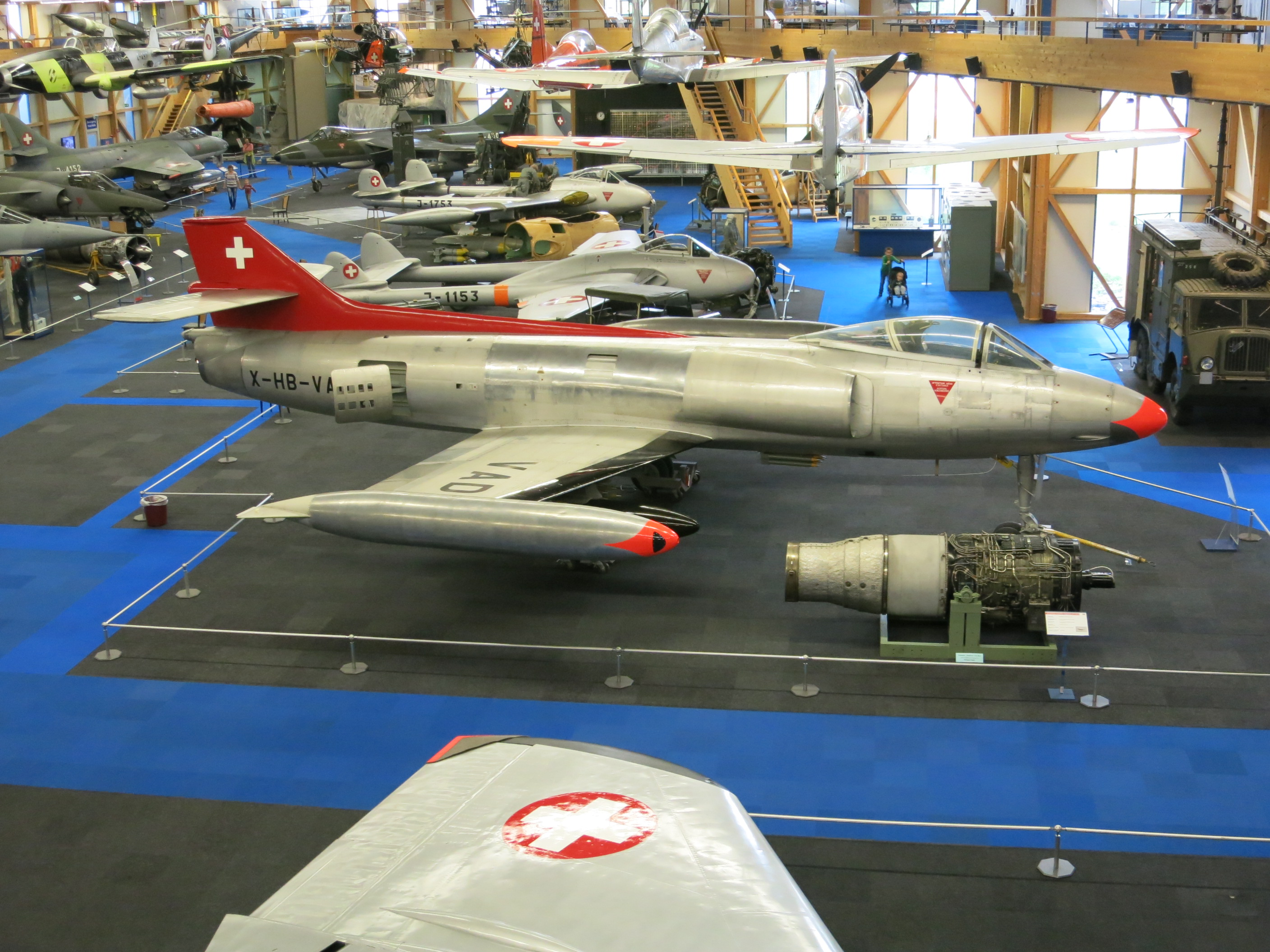
FFA P-16 MK.III J-3005/ X-HB-VAD
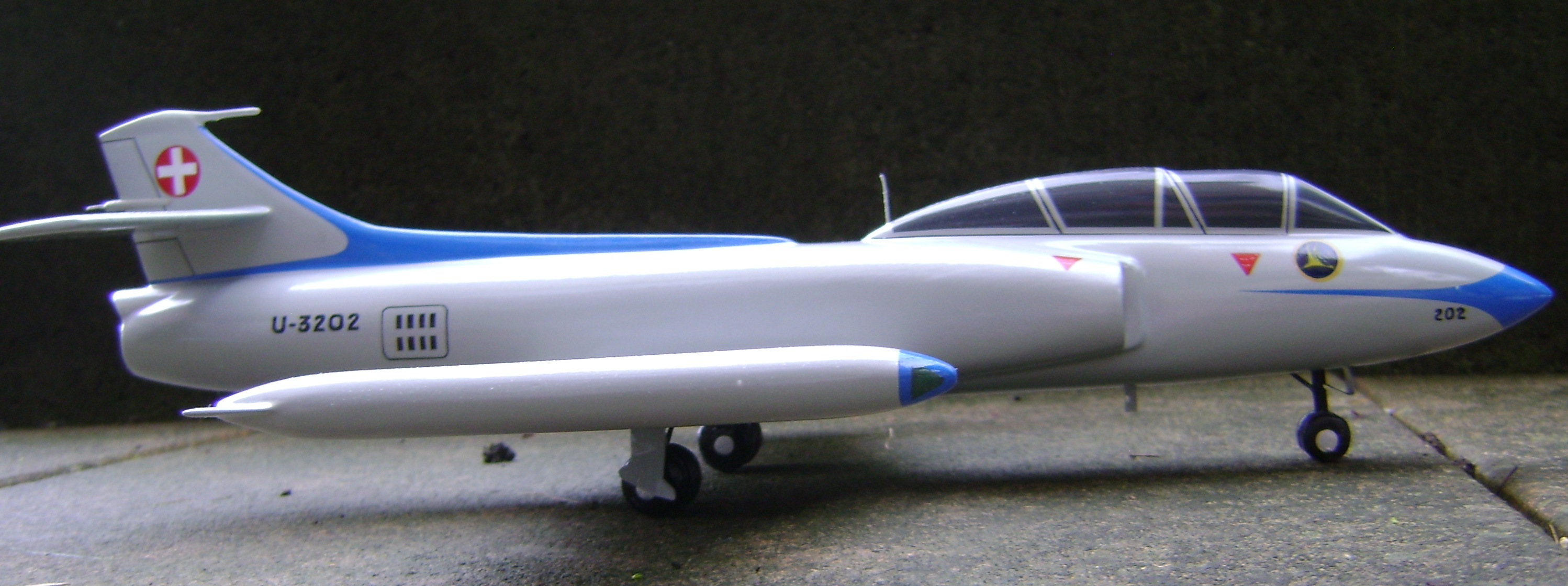
FFA P-16 Trainer
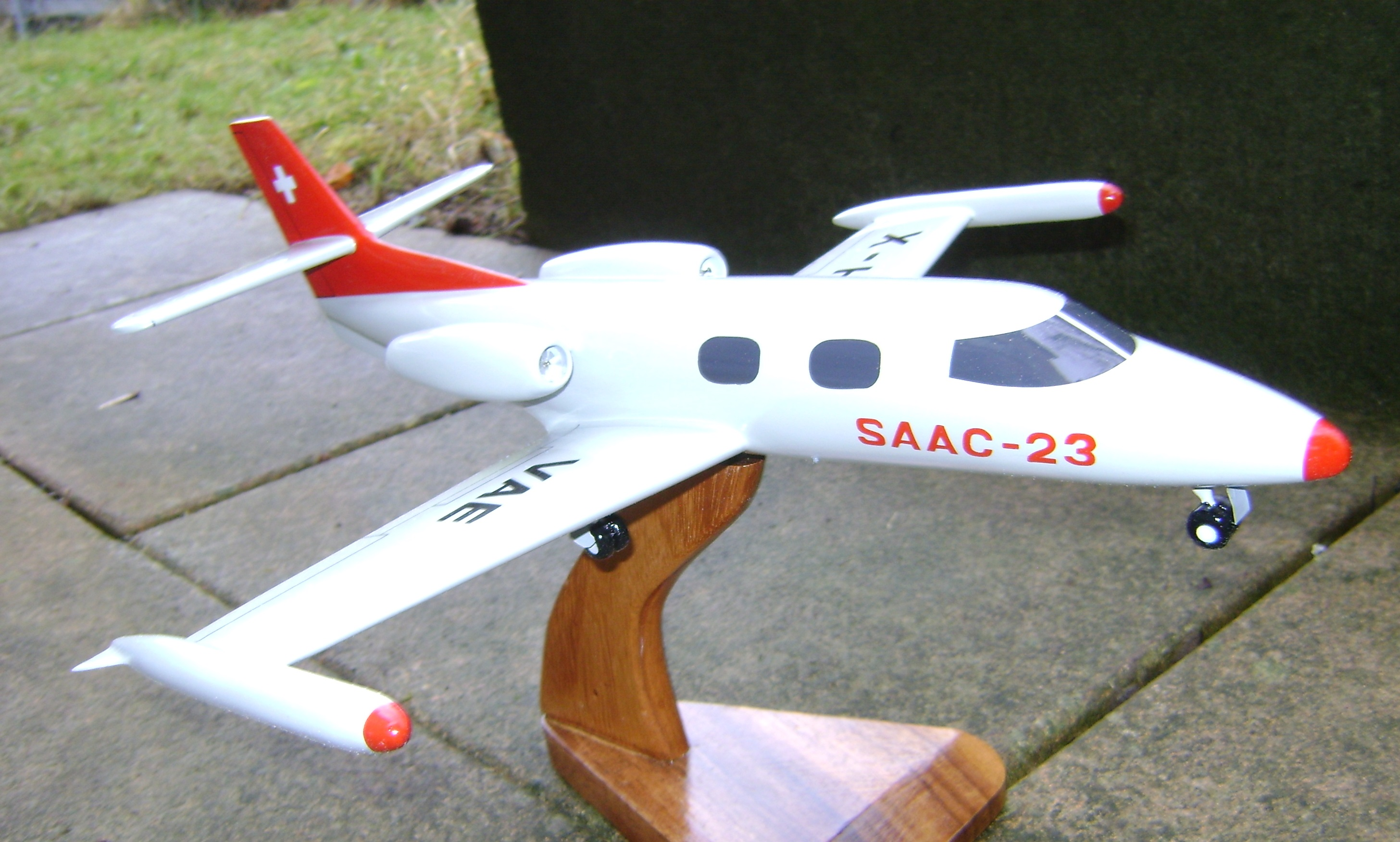
FFA SAAC-23